# ZIK1
ZIK1 (англ. Zinc finger protein interacting with K protein 1) – білок, який кодується однойменним геном, розташованим у людей на довгому плечі 19-ї хромосоми. Довжина поліпептидного ланцюга білка становить 487 амінокислот, а молекулярна маса — 54 786.
| 10         |  | 20         |  | 30         |  | 40         |  | 50         |
| ---------- |  | ---------- |  | ---------- |  | ---------- |  | ---------- |
| MAAAALRAPT |  | QVTVSPETHM |  | DLTKGCVTFE |  | DIAIYFSQDE |  | WGLLDEAQRL |
| LYLEVMLENF |  | ALVASLGCGH |  | GTEDEETPSD |  | QNVSVGVSQS |  | KAGSSTQKTQ |
| SCEMCVPVLK |  | DILHLADLPG |  | QKPYLVGECT |  | NHHQHQKHHS |  | AKKSLKRDMD |
| RASYVKCCLF |  | CMSLKPFRKW |  | EVGKDLPAML |  | RLLRSLVFPG |  | GKKPGTITEC |
| GEDIRSQKSH |  | YKSGECGKAS |  | RHKHTPVYHP |  | RVYTGKKLYE |  | CSKCGKAFRG |
| KYSLVQHQRV |  | HTGERPWECN |  | ECGKFFSQTS |  | HLNDHRRIHT |  | GERPYECSEC |
| GKLFRQNSSL |  | VDHQKIHTGA |  | RPYECSQCGK |  | SFSQKATLVK |  | HQRVHTGERP |
| YKCGECGNSF |  | SQSAILNQHR |  | RIHTGAKPYE |  | CGQCGKSFSQ |  | KATLIKHQRV |
| HTGERPYKCG |  | DCGKSFSQSS |  | ILIQHRRIHT |  | GARPYECGQC |  | GKSFSQKSGL |
| IQHQVVHTGE |  | RPYECNKCGN |  | SFSQCSSLIH |  | HQKCHNT    |  |            |

A: Аланін

C: Цистеїн

D: Аспарагінова кислота

E: Глутамінова кислота

F: Фенілаланін

G: Гліцин

H: Гістидин

I: Ізолейцин

K: Лізин

L: Лейцин

M: Метіонін

N: Аспарагін

P: Пролін

Q: Глутамін

R: Аргінін

S: Серин

T: Треонін

V: Валін

W: Триптофан

Кодований геном білок за функцією належить до репресорів. 
Задіяний у таких біологічних процесах, як транскрипція, регуляція транскрипції, альтернативний сплайсинг. 
Білок має сайт для зв'язування з іонами металів, іоном цинку, ДНК. 
Локалізований у ядрі.